# 仁当
仁当（香港亦稱巴東）是一道辛辣的肉类美食，起源于印度尼西亚的米南佳保人。作为米南佳保饮食文化的代表之一，往往成為正式场合或向客人表示尊敬时的桌上佳肴。仁当在马来西亚、新加坡和汶莱的马来人，以及菲律宾南部的莫洛人中也十分常见。在传统上，米南佳保人在节日时制作仁当，例如传统仪式、婚礼、開齋節等。
尽管经常认为仁当是一种咖哩，但它在印尼通常并不这样归类，因为仁当更为浓郁，并比一般的印尼咖哩含有更少的液体。2011年，在一项35,000人参与的CNN國際新聞網絡在线调查中，仁当被评选为“讀者投票：全球50大美食”第一名。

## 特點
仁當的製作過程大致是：以椰奶、醬料烹煮肉類，同時把肉汁蒸發，使醬料呈現糊狀。

## 逸事
2018年，在人氣料理比賽節目《廚神當道（英國版）》中，馬來裔的參賽者扎萊哈（Zaleha Kadir Olpin）以仁當雞參賽，卻被評審華萊士和托羅德批評「雞皮不脆」並因此遭到淘汰，此舉引發了馬來西亞與印尼網友的大力撻伐，因为仁当鸡的鸡皮本就不脆，連馬來西亞前首相马哈迪·莫哈末也發聲批評，而節目製作方稱被誤解，說明評審的意思是吃不到那道菜的味道，而被淘汰也是因為「不夠入味」、「雞皮沒熟」等原因，是針對參賽者的那道菜而不是仁當。
而被淘汰的扎萊哈則在Instagram上表示雖然很失望，但將堅持自己傳統的烹調方式，並感謝外界的支持。時任馬來西亞外交部長阿尼法阿曼發文表示，她成功做到在最分裂的時候團結馬來西亞人這個許多政治人物都做不到的事情。